# Argyractis dodalis
Argyractis dodalis là một loài bướm đêm trong họ Crambidae.